# Hypoleria vanilia
Hypoleria vanilia är en fjärilsart som beskrevs av Herrich-Schäffer 1864. Hypoleria vanilia ingår i släktet Hypoleria och familjen praktfjärilar. Inga underarter finns listade i Catalogue of Life.